# Gare de Wondelgem
La gare de Wondelgem (en néerlandais : station Wondelgem) est une gare ferroviaire belge de la ligne 58, de Gand à Eeklo, située à Wondelgem, section de la ville de Gand, dans la province de Flandre-Orientale en Région flamande.
Elle est mise en service en 1861 par la Compagnie du chemin de fer de Gand à Eecloo. C'est une halte ferroviaire de la Société nationale des chemins de fer belges (SNCB) desservie par des trains Suburbains (S) de la ligne S51 du réseau S Gantois.

## Situation ferroviaire
Établie à 5 mètres d'altitude, la gare de Wondelgem est située au point kilométrique (PK) 8,421 de la ligne 58, de Gand à Eeklo, entre les gares ouvertes de Gand-Dampoort et d'Evergem.

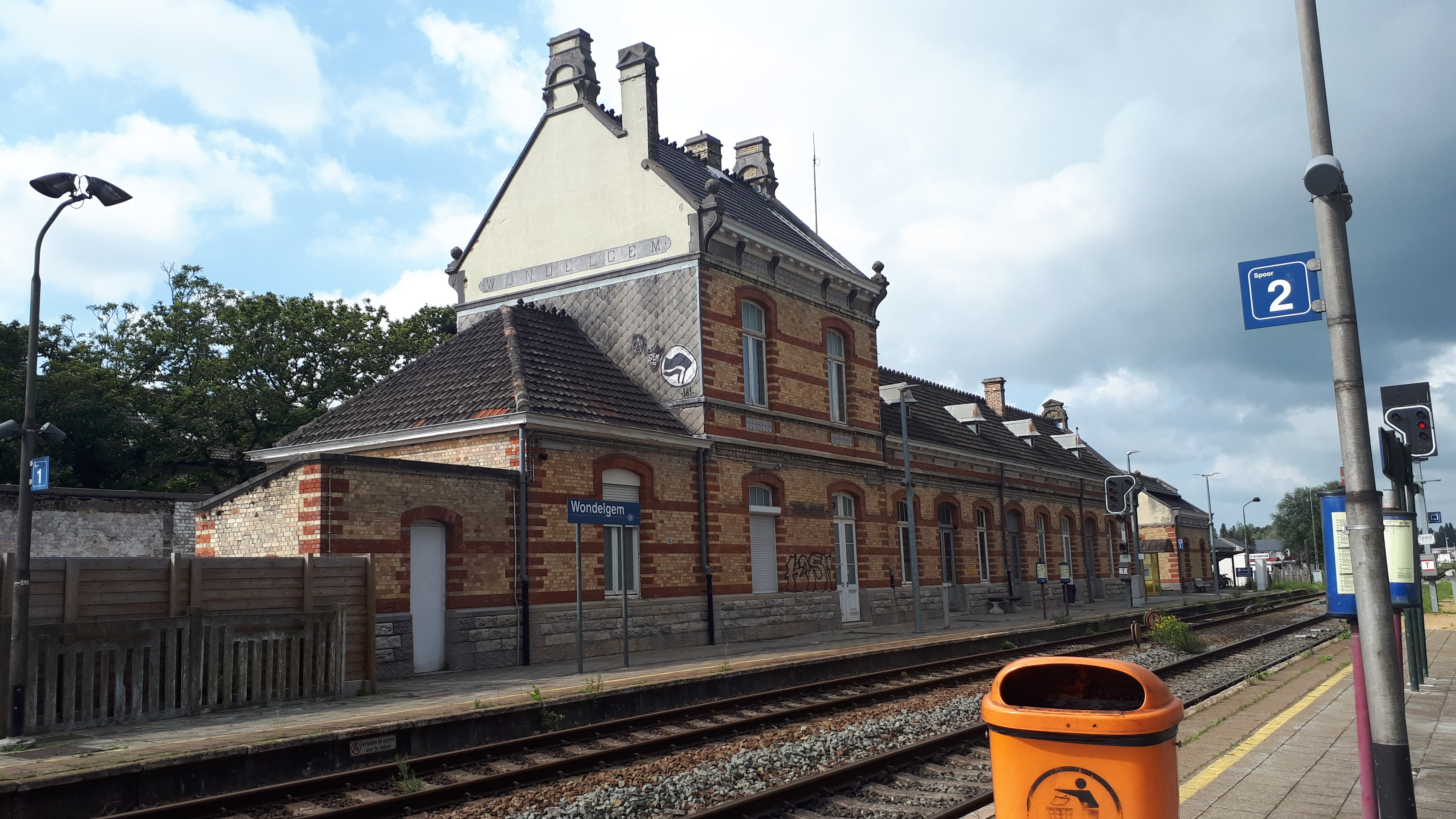
Intérieur de la gare.

## Histoire
La station de Wondelgem est mise en service par la Compagnie du chemin de fer de Gand à Eecloo, lorsqu'elle ouvre à l'exploitation son chemin de fer de Gand à Eecloo le 25 juin 1861.
En 1902, après la reprise de la gare lors du rachat de la compagnie par l'Administration des chemins de fer de l'État belge en 1895, la ligne de Gand à Eeklo et celle de Gand à Terneuzen sont déplacées sur un nouvel itinéraire, sur la rive gauche de l'Escaut (rive ouest du canal de Gand à Terneuzen). Pour la nouvelle gare, l’État construisit un bâtiment richement décoré et unique parmi les gares de l’État belge. Inspiré des gares de Waregem (détruite), Flawinne (détruite) et de Moustier (qui existe toujours), il possède cependant des caractéristiques qui le distinguent de ces trois gares :
- la façade est recouverte de briques jaunes avec bandeaux de brique rouge ;
- la petite aile de service est de forme différente ;
- la gare possède des lucarnes (désormais disparues), et des carreaux de céramique.

Après sa fermeture aux voyageurs, le bâtiment a été rénové et a retrouvé son lustre d'antan ; occupé par un cabinet d'architectes[réf. souhaitée], il est classé au patrimoine culturel flamand.

## Service des voyageurs

### Accueil
Halte SNCB, c'est un point d'accès non gardé (PANG) à accès libre. Elle possède un distributeur automatique de billets mais pas de facilités pour l'accueil des personnes à mobilité réduite.

### Desserte
Wondelgem est desservie par des trains Suburbains (S) de la SNCB, qui effectuent des missions sur la ligne 58 (Gand - Eeklo) (voir brochure SNCB).
En semaine, la gare est desservie toutes les heures, par des trains S51 reliant Eeklo à Renaix via Gand et Audenarde, renforcés par des trains S51 d’heure de pointe reliant Eeklo à Gand-Saint-Pierre (une paire dans le matin, une autre l’après-midi).
Les week-ends et jours fériés, la desserte est composée de trains S51, toutes les heures, entre Eeklo et Renaix.

### Intermodalité
Un parc pour les vélos et un parking pour les véhicules y sont aménagés. Des bus desservent la gare.

## Comptage voyageurs
Ce graphique et tableau montre le nombre de voyageurs embarquant en moyenne durant la semaine, le samedi et le dimanche.
| Nombre de passagers qui embarquent à la gare de Wondelgem | Nombre de passagers qui embarquent à la gare de Wondelgem | Nombre de passagers qui embarquent à la gare de Wondelgem | Nombre de passagers qui embarquent à la gare de Wondelgem |
|                                                           | Semaine                                                   | Samedi                                                    | Dimanche                                                  |
| --------------------------------------------------------- | --------------------------------------------------------- | --------------------------------------------------------- | --------------------------------------------------------- |
| 1977                                                      | 243                                                       | -                                                         | -                                                         |
| 1978                                                      | 218                                                       | -                                                         | -                                                         |
| 1979                                                      | 208                                                       | -                                                         | -                                                         |
| 1980                                                      | 193                                                       | -                                                         | -                                                         |
| 1981                                                      | 217                                                       | -                                                         | -                                                         |
| 1982                                                      | 217                                                       | -                                                         | -                                                         |
| 1983                                                      | 172                                                       | -                                                         | -                                                         |
| 1984                                                      | -                                                         | -                                                         | -                                                         |
| 1985                                                      | -                                                         | -                                                         | -                                                         |
| 1986                                                      | -                                                         | -                                                         | -                                                         |
| 1987                                                      | -                                                         | -                                                         | -                                                         |
| 1988                                                      | 104                                                       | 31                                                        | 24                                                        |
| 1989                                                      | 130                                                       | 13                                                        | 17                                                        |
| 1990                                                      | 142                                                       | 15                                                        | 25                                                        |
| 1991                                                      | 126                                                       | 25                                                        | 22                                                        |
| 1992                                                      | 151                                                       | 19                                                        | 28                                                        |
| 1993                                                      | 152                                                       | 40                                                        | 21                                                        |
| 1994                                                      | 107                                                       | 14                                                        | 13                                                        |
| 1995                                                      | 120                                                       | 14                                                        | 9                                                         |
| 1996                                                      | 126                                                       | 18                                                        | 20                                                        |
| 1997                                                      | 145                                                       | 27                                                        | 20                                                        |
| 1998                                                      | 139                                                       | 28                                                        | 31                                                        |
| 1999                                                      | 147                                                       | 22                                                        | 23                                                        |
| 2000                                                      | 172                                                       | 36                                                        | 30                                                        |
| 2001                                                      | 149                                                       | 16                                                        | 11                                                        |
| 2002                                                      | 161                                                       | 20                                                        | 34                                                        |
| 2003                                                      | 162                                                       | 24                                                        | 22                                                        |
| 2004                                                      | 167                                                       | 23                                                        | 25                                                        |
| 2005                                                      | 188                                                       | 30                                                        | 34                                                        |
| 2006                                                      | 161                                                       | 34                                                        | 27                                                        |
| 2007                                                      | 164                                                       | 33                                                        | 28                                                        |
| 2008                                                      | -                                                         | -                                                         | -                                                         |
| 2009                                                      | 183                                                       | 20                                                        | 24                                                        |
| 2010                                                      | -                                                         | -                                                         | -                                                         |
| 2011                                                      | -                                                         | -                                                         | -                                                         |
| 2012                                                      | 182                                                       | 26                                                        | 20                                                        |
| 2013                                                      | 180                                                       | 29                                                        | 17                                                        |
| 2014                                                      | 176                                                       | 35                                                        | 24                                                        |
| 2015                                                      | 123                                                       | 26                                                        | 15                                                        |
| 2016                                                      | 151                                                       | 20                                                        | 26                                                        |
| 2017                                                      | 132                                                       | 23                                                        | 17                                                        |
| 2018                                                      | 177                                                       | 66                                                        | 37                                                        |
| 2019                                                      | 185                                                       | 65                                                        | 25                                                        |
| 2020                                                      | 130                                                       | 49                                                        | 24                                                        |
| 2021                                                      | -                                                         | -                                                         | -                                                         |
| 2022                                                      | 160                                                       | 66                                                        | 47                                                        |
| 2023                                                      | 222                                                       | 59                                                        | 20                                                        |
| 2024                                                      | 208                                                       | 123                                                       | 119                                                       |

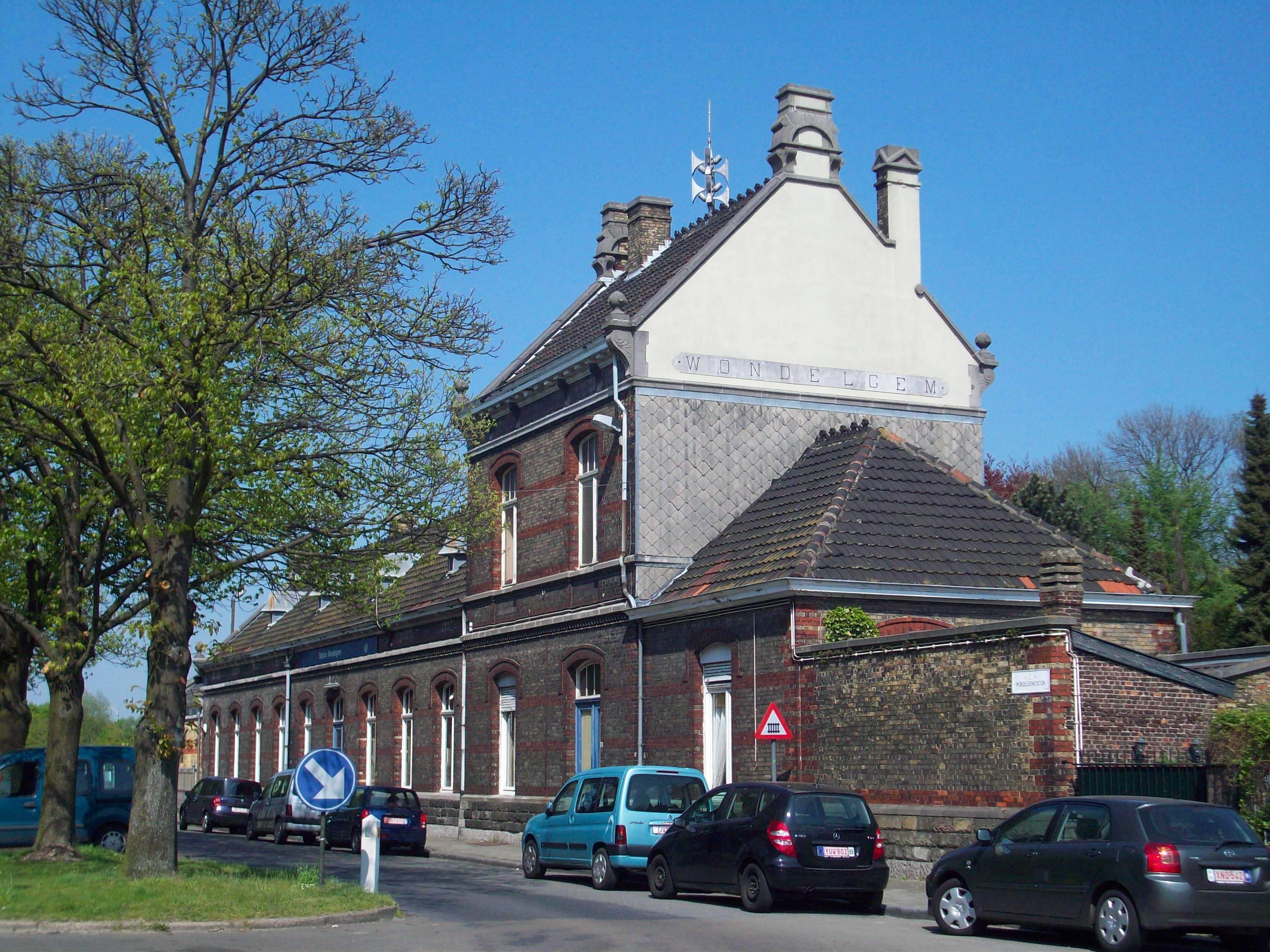
Le bâtiment en 2009.
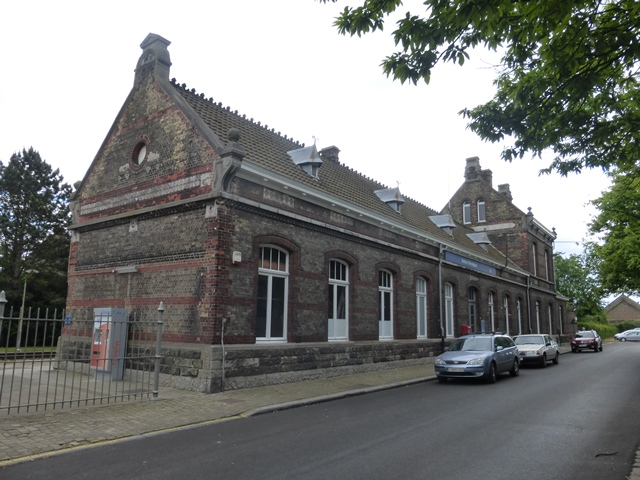
2014, avant le nettoyage des façades.
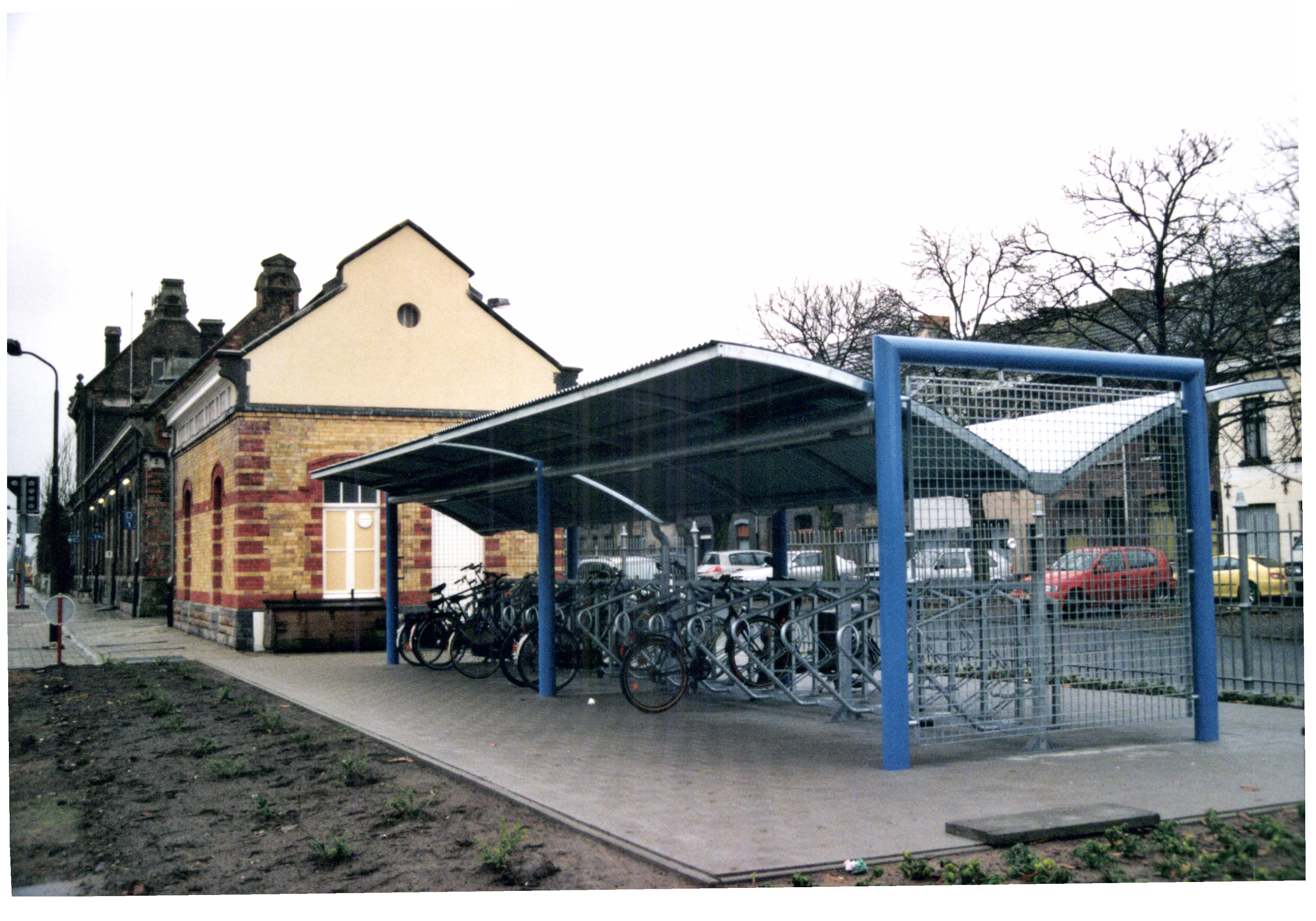
Parc à vélos et ancien pavillon des toilettes et de la lampisterie.
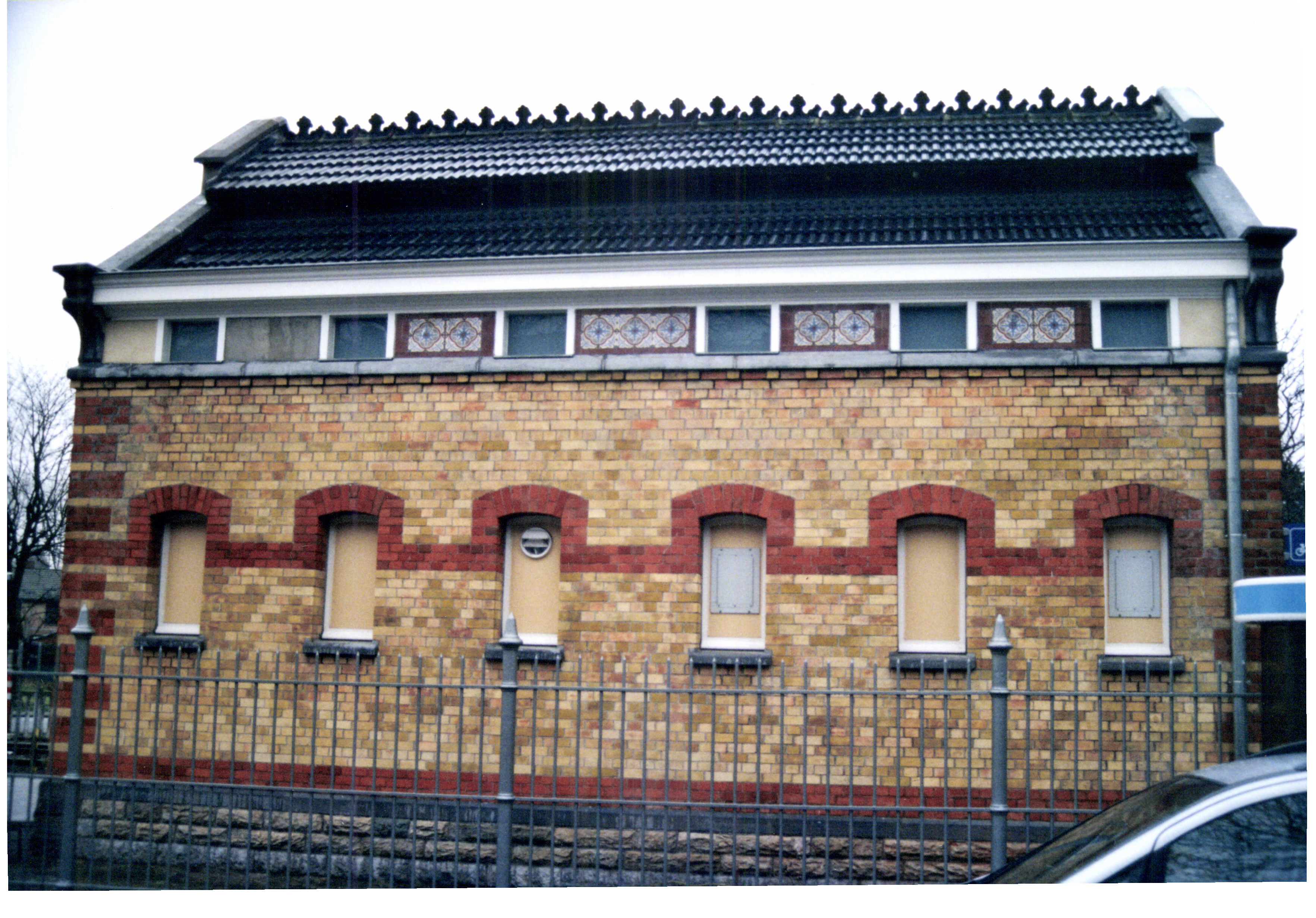
Détails du pavillon.
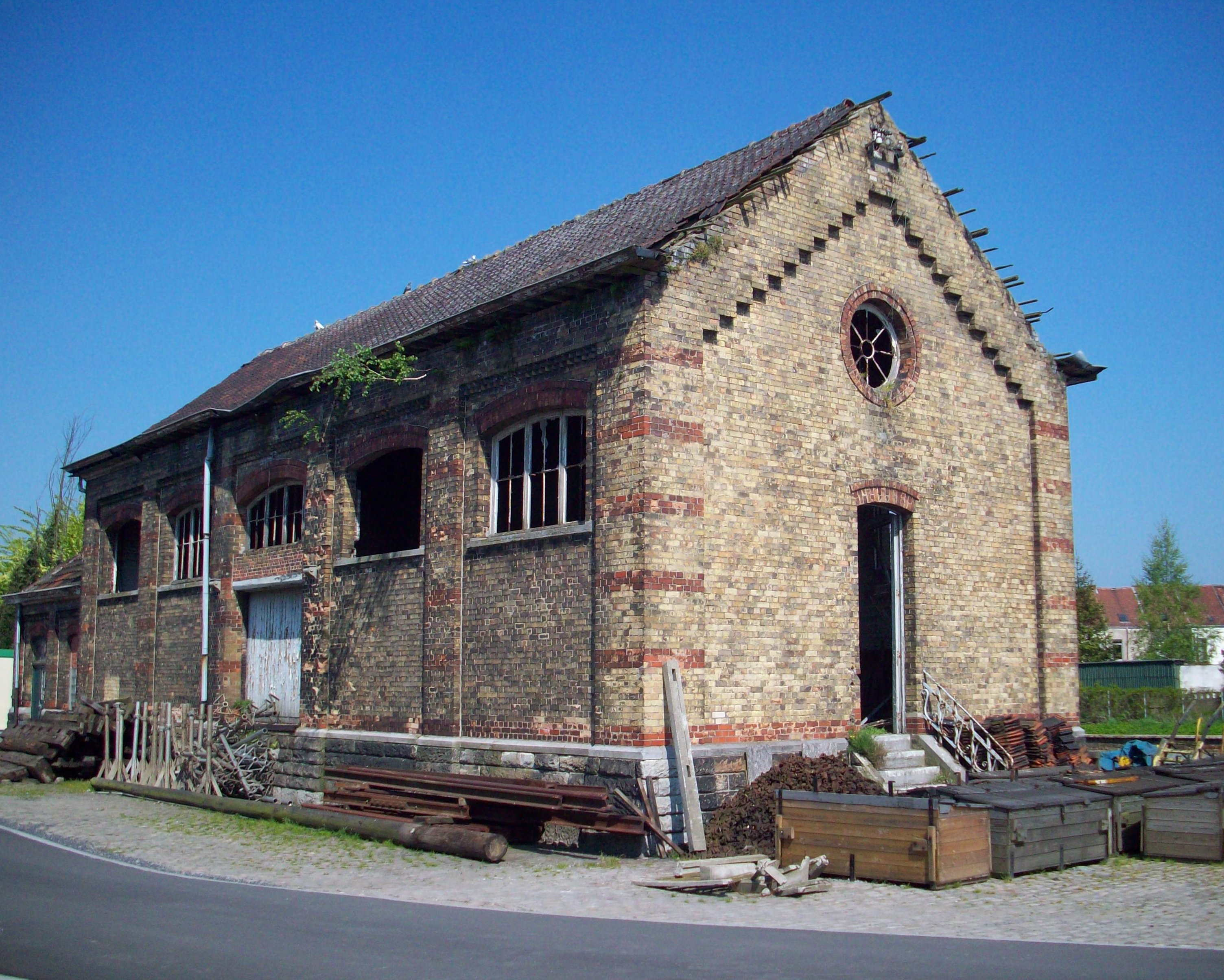
Ancienne halle à marchandises.